# 羅田駅
羅田駅（ナジョンえき）は、大韓民国江原特別自治道旌善郡にある、韓国鉄道公社旌善線の駅である。

## 駅構造
- 1面1線の地上駅。

## 歴史
- 1969年10月15日：開業。
- 2015年1月22日：旌善アリラン列車（A-train）運行開始[1]。

## 隣の駅
韓国鉄道公社
旌善線
旌善駅 - 羅田駅 - アウラジ駅